# Мешковска, Эрика
Эрика Мешковска (латыш. Ērika Meškovska, настоящее имя Геновева Мешковска, встречается транслитерация Мешковская; род. 25 октября 1929) — советский и латвийский кинематографист, режиссёр монтажа.

## Биография
Родилась 25 октября 1929 года в Илукстском уезде на юго-востоке Латвии.
Окончила швейное отделение Даугавпилсского художественного училища (1948). Работала лаборантом в Даугавпилсском государственном учительском институте (1949), воспитателем Даугавпилсского детского дома (1950).
После переезда в Ригу работала в Управлении кинофикации Рижского горисполкома (1950—1953). Была монтажёром дубляжа (1953—1962) и режиссёром монтажа (1963—1981) на Рижской киностудии.

## Фильмография
- 1957 — Наурис
- 1964 — Армия «Трясогузки»
- 1966 — Три плюс два
- 1966 — Ноктюрн
- 1968 — Армия «Трясогузки» снова в бою
- 1969 — Лучи в стекле
- 1970 — Клав — сын Мартина
- 1971 — Танец мотылька
- 1973 — Шах королеве бриллиантов
- 1974 — Нападение на тайную полицию
- 1975 — Наперекор судьбе
- 1976 — Эта опасная дверь на балкон
- 1977 — Паруса
- 1978 — Семейный альбом
- 1979 — Встреча
- 1979 — Всё из-за этой шальной Паулины
- 1980 — Лето было только день
- 1980 — Три дня на размышление